# Morin-Jean
Pour les articles homonymes, voir Jean Morin.
 (juillet 2014).
Si vous disposez d'ouvrages ou d'articles de référence ou si vous connaissez des sites web de qualité traitant du thème abordé ici, merci de compléter l'article en donnant les références utiles à sa vérifiabilité et en les liant à la section « Notes et références ».
Morin-Jean, pseudonyme de Jean Alexis Joseph Morin, né le 9 mai 1877 à Paris et mort le 5 mars 1940 à Nantes, est un archéologue, peintre, graveur et illustrateur français.

## Biographie
Morin-Jean est originaire de Montmartre, il fait une partie de ses études au lycée Condorcet à Paris. Il entre dans l'atelier du peintre Paul-Joseph Blanc, situé à Montmartre. Sur les instances de ses parents, il doit cependant aller travailler dans le cabinet d'assurance de son père, par ailleurs collectionneur. Il n'y reste que peu de temps, et se tourne vers l'archéologie. Il suit les cours de l'École du Louvre, séjourne à Rome, visite la Grèce. Il participe à la découverte par Édouard Fourdrignier d'une tombe à char à la Gorge-Meillet en Champagne.
Il publie Le dessin des animaux en Grèce d'après les vases peints en 1911, La verrerie en Gaule sous l'empire romain en 1912, et Les artistes préhistoriques en 1933.
À partir de 1911, il se consacre peu à peu à la peinture et à la gravure, conseillé par son ami Maxime Maufra et avec l'aide d'Eugène Delâtre. Il pratique la taille-douce, l'eau-forte, la gravure sur bois. Il devient en 1920 sociétaire de la Société de la gravure sur bois originale et produit des vues des ports de Bretagne, des natures mortes, gravures en couleurs après 1935. Il rédige un Manuel pratique du graveur sur bois en 1926.
Après la Première Guerre mondiale, Moreau expose des gravures et des peintures à différentes reprises, notamment à la galerie Durand-Ruel à Paris.
Il illustre 13 livres de poésie de René Druart (1925-1940), des ouvrages de Gustave Flaubert, Henry de Montherlant, etc. parus dans la collection Le Livre de demain des Éditions Fayard, et dans des revues. Il écrit sur l'art. Esprit ouvert, il s'intéresse à une époque au cubisme.
Il est chargé de mission en 1933 par la direction des musées nationaux à Fontainebleau, où il est nommé conservateur-adjoint du musée jusqu'en 1939. Il grava 19 burins pour Huysmans (1925-1940) qui ne furent jamais publiés. Il grava quelques séries sur les métiers, les saints, des bouquets de fleurs, et des paysages des Ardennes
Il est domicilié au 23, avenue des Martyrs à Nantes lorsqu'il meurt, le 5 mars 1940. Il est inhumé deux jours plus tard au cimetière La Bouteillerie (carré E, rangée 7).

## Illustrations
- Francis Carco, L’Homme traqué, 39 bois gravés, Paris, Librairie Arthème Fayard, collection « Le Livre de Demain », 1927.
- Henry de Montherlant, La petite infante de Castille, 29 bois gravés, Paris, Librairie Arthème Fayard, collection « Le Livre de Demain », 1935.
- Colette, La vagabonde, 31 bois gravés, Paris, Librairie Arthème Fayard, collection « Le Livre de Demain », 1936.
- Pierre Louÿs, Aphrodite, 36 bois gravés, Paris, Librairie Arthème Fayard, collection « Le Livre de Demain », 1927.
- Louis Bertrand, Les bains de Phalère, 30 bois gravés, Paris, Librairie Arthème Fayard, collection « Le Livre de Demain », 1929.
- Jean Fayard, Oxford et Margaret, 25 bois gravés, Paris, Librairie Arthème Fayard, collection « Le Livre de Demain », 1930.
- Gustave Flaubert, Salammbô, 31 bois gravés, Paris, Librairie Arthème Fayard, collection « Le Livre de Demain », 1931.
- Mathias Tresch (lb), Contes et nouvelles de chez nous, bois gravés et compositions, Luja-Beffort, Luxembourg, 1935.

## Publications
- « Essai sur la gravure sur bois originale moderne », L'Art et les Artistes, tome I, 1920, pp. 117-126 (consulter en ligne).
- « Mes autrefois », La Grive, octobre 1948, pp. 19-28.
- Manuel pratique du graveur sur bois, Éd. Henri Laurens, 1926 ; réed. 1961.